# Armeegruppe Normandie
De Armeegruppe Normandie was een Duitse Armeegruppe in de Tweede Wereldoorlog in Normandië. 

## Geschiedenis
Generaal Fahrmbacher, de commandant van het 25e Legerkorps in Bretagne, kreeg net na de geallieerde landingen op 10 juni 1944 het bevel de Armeegruppe Normandie. Kern van deze Armeegruppe was zijn eigen legerkorps. De Armeegruppe kwam nergens actief in actie. Aangezien de naam Armeegruppe Normandie nergens opduikt op OKH-Lagekarten of in het deutsche Feldpostübersicht (FpÜ), is het zeer aannemelijk dat de Armeegruppe een papieren organisatie was, bijvoorbeeld uit oogpunt van misleiding van de geallieerden.
Op 1 augustus werd Fahrmbacher benoemd tot Befehlshaber der deutschen Einheiten in der Bretagne (Nederlands: bevelhebber van de Duitse strijdkrachten in Bretagne). Daarmee kwam er een eind aan Armeegruppe Normandie.

## Commandant
| Rang                   | Naam                | Begin        | Eind            |
| ---------------------- | ------------------- | ------------ | --------------- |
| General der Artillerie | Wilhelm Fahrmbacher | 10 juni 1944 | 1 augustus 1944 |